# Агельдино
 Аге́льдино  — деревня в Малмыжском районе Кировской области. Входит в состав Арыкского сельского поселения.

## География
Расстояние до районного центра — 12 км, до центра сельского поселения — 6 км. Высота над уровнем моря — 32 м. Деревня расположена на берегу старицы реки Вятки Агельдино.

## Климат
Климат здесь умеренно-континентальный. Зима длинная и холодная, а лето может быть очень холодным и морозным. 

## Население
| 2010 |
| ---- |
| 10   |